# الاشيراف (معين)

تعديل مصدري - تعديل

الاشيراف محلة تابعة لقرية الجيرة، التابعة لعزلة بني معين بمديرية حبيش إحدى مديريات محافظة إب في الجمهورية اليمنية، بلغ تعداد سكانها 102 حسب تعداد اليمن لعام 2004.